# José Salas Paniello
José Salas Paniello   (Alcolea de Cinca, 6 de març de 1899 - Alcolea de Cinca, 2 de juliol de 1975) fou un militar i dirigent esportiu espanyol.
Era militar de professió amb el grau de tinent coronel. Participà en la guerra civil al bàndol franquista, participant en la defensa de Belchite. Li concediren la Creu llorejada de Sant Ferran el 24 de juny de 1940.
Durant els anys quaranta fou directiu del RCD Espanyol i responsable de les seccions esportives del club. Fou escollit president del club l'any 1947, després que la Federació Espanyola de Futbol destituís Francisco Román Cenarro a causa de les protestes del club per la designació de La Corunya com a seu per disputar la final de Copa d'aquell any. Salas substituí el president interí Julià Clapera. Va estar un any al càrrec, fins que va ser rellevat per Francisco Javier Sáenz el 1948.